# Phyllanthus subemarginatus
Phyllanthus subemarginatus är en emblikaväxtart som beskrevs av Johannes Müller Argoviensis. Phyllanthus subemarginatus ingår i släktet Phyllanthus och familjen emblikaväxter. Inga underarter finns listade i Catalogue of Life.